# Gellerup (parochie)
Gellerup is een parochie van de Deense Volkskerk in de Deense gemeente Aarhus rond de voorstad Gellerup. De parochie maakt deel uit van het bisdom Århus en telt 3685 kerkleden op een bevolking van 11721 (2004). 
Tot 1970 werd het gebied van de parochie vermeld onder Hasle Herred.  In dat jaar werd het opgenomen in de nieuwe gemeente Aarhus. Gellerup werd als zelfstandige parochie gesticht als afsplitsing van de parochie Brabrand. De parochiekerk werd voltooid in 1976.